# Gare de Froland
La gare de Froland est une halte ferroviaire de la ligne d'Arendal, située dans la commune de Froland et à 300 km d'Oslo. La gare fut ouverte en 1908, la liaison ne se faisait alors que d'Arendal à Froland ; puis en 1970 elle fut automatisée avant de n'être plus, en 1980, qu'une halte ferroviaire.